# كلام بذيء
الكلام البذيء أو حرفيًّا كلام القمامة (بالإنجليزية: Trash-talk)‏ هو شكل من أشكال الإهانة يوجد عادةً في الأحداث الرياضية، على الرغم من أنه ليس مقصورًا على الرياضة أو الأحداث ذات السمات المماثلة.
غالبًا ما يتم استخدامه لتخويف الخصم و / أو جعلهم أقل ثقة في قدراتهم على الفوز بشكل أسهل، ولكن يمكن أيضًا استخدامه بروح روح الدعابة. غالبًا ما يتميز الكلام البذيء باستخدام المبالغة أو اللغة التصويرية، مثل «فريقك لا يمكنه الركض!» يشيع استخدام التلاعب بالألفاظ.
أصبح الكلام البذيء مصطلحًا قابلًا للنقاش خاصة في الرياضات في أمريكا الشمالية، حيث تم الاعتراف بأكبر المتحدثين بالكلام البذيء لمهاراتهم في التحدث وكذلك قدراتهم الرياضية والعقلية.